# Anopheles pantjarbatu
Anopheles pantjarbatu este o specie de țânțari din genul Anopheles, descrisă de Koesoemawinangoen în anul 1954. Conform Catalogue of Life specia Anopheles pantjarbatu nu are subspecii cunoscute.